# Гимн ненависти к Англии
Гимн ненависти к Англии (нем. Haßgesang gegen England) — немецкая патриотическая песня времён Первой мировой войны, основанная на одноимённом стихотворении поэта Эрнста Лиссауэра. Неся в себе ярковыраженную англофобскую направленность и возвеличивающая немецкий народ, песня стала музыкальным произведением, сплотившим немцев в первые годы мировой войны.

## История

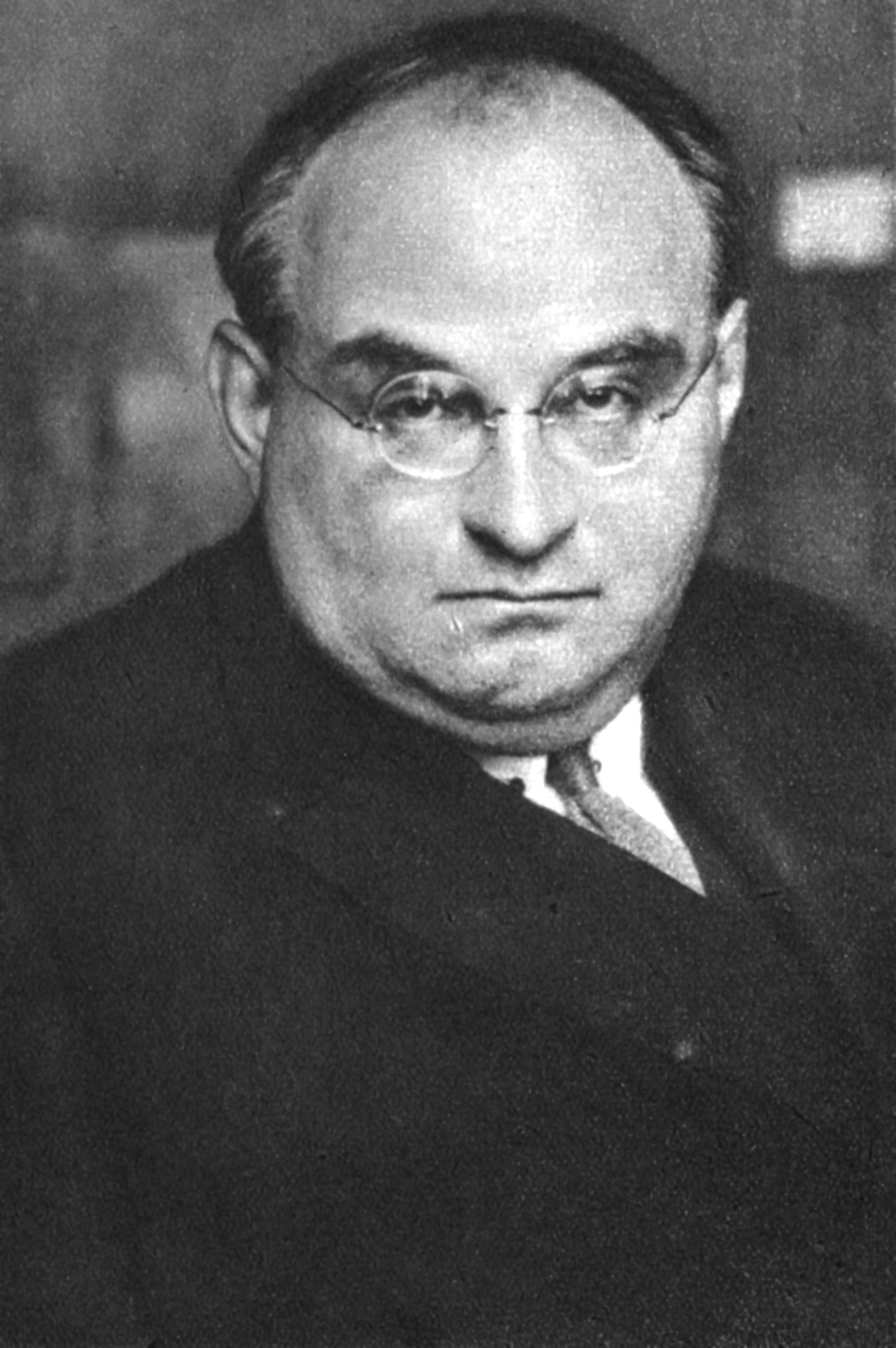
Эрнст Лиссауэр — автор текста «Гимна ненависти к Англии»

Стихотворение написано в первые дни Первой мировой войны, тогда же опубликовано и переиздано множество раз в газетах Германской империи. Позднее опубликовано в составе памфлета «Worte in die Zeit — Flugblätter», в котором присутствовали четыре стихотворения на тему войны, в том числе «Гимн ненависти к Англии». Композитор Франц Майерхоф положил стихотворение Лиссауэра на музыку, эта музыкальная композиция произвела фурор в немецких театрах и мюзик-холлах.
Песенная аранжировка стала не единственным фактором распространения текста. Слова гимна также печатали на открытках, переводили на региональные диалекты и прилагали к деловым перепискам. Песня получила поддержку на государственном уровне: Вильгельм II повелел разослать экземпляры «Гимна» в войска и ввести его изучение в школьную программу. В армии идею поддержали, в частности, наследный принц Баварии Рупрехт, командовавший в то время шестой немецкой армией, приказал раздать в своих частях несколько тысяч экземпляров.
Распространение гимна в учебных пособиях для детей встретило непринятие со стороны некоторых немцев. Так, член СДПГ Конрад Гениш выступил против изучения стихотворения в школах, поскольку оно прославляло насилие и воспитывало неприязнь к взаимопониманию между народами. В августе 1915 года в газете Berliner Tageblatt было опубликовано несколько статей с критикой Гимна ненависти, сопровождавшихся пометкой от редакции, осуждающей появление стиха в школьных учебниках.

## Восприятие
За сочинение Гимна ненависти Лиссауэр стал одним из четырёх писателей, удостоенных ордена Красного орла, который был ему пожалован 27 января 1915 года. Стефан Цвейг в автобиографическом романе «Вчерашний мир» дал характеристику Гимну ненависти, сравнив воздействие песни на немецкое общество с воздействием «снаряда, упавшего на склад боеприпасов», а скорость её распространения описал как опережающую даже скорость роста популярности песни «Стража на Рейне» 1840 года.
15 октября 1914 года в газете The New York Times Барбарой Хендерсон был опубликован первый перевод гимна, сопровождавшийся статьёй её мужа профессора Арчибальда Хендерсона, в которой он сравнил гимн и германофобский отрывок из сонета британского поэта Уильяма Уотсона «Возмутителю мира». В 1914 году Гимн ненависти раскритиковал в своём эссе «Безумие» английский писатель Артур Конан Дойл. На страницах своей критической работы, он счёл появление таких текстов в Германии пренебрежением немцами негласного кодекса поведения на войне, а также заявил о недостатке мужественности у немцев, восхваляющих песню, назвав немецкий народ «разъярённой кричащей женщиной».

## Влияние
В числе первых на кого начал оказывать влияние текст песни стали немецкие солдаты. Так на первой полосе солдатской газеты, выпускавшейся немцами в окуппированном Лилле, в марте 1915 года была опубликована статья подполковника Кадена, представлявшая собой англофобскую тираду, отсылающую к Гимну ненависти и превосходящую его в радикальности. Эффект от распространения песни сказался на творчестве немецких поэтов. С опорой на строки из Гимна ненависти Генрих Оллерс в 1915 году опубликовал сборник из 107 англофобских стихотворений, написанных семьюдесятью немецкими поэтами, под названием «Горе тебе, Англия!» (нем. Wehe dir, England!), который как и статья подполковника Кадена отличался радикализацией идей текста Лиссауэра, в частности неоднократно на своих страницах призывал к убийствам англичан. Из этого же сборника в немецкую пропаганду перекочевало выражение Gott strafe England (с нем. — «Боже, покарай Англию!»), ставшее пропагандистским лозунгом и неофициальным приветствием в Германии.
В 1916 году после угасания волны патриотизма и по мере осознания того, что война приобрела затяжной характер, интерес к песне начал спадать и в обществе, и в редакциях ведущих газет Германии, а в Великобритании Гимн ненависти и вовсе начал подвергаться насмешкам. В 1987 году песня, по мнению британского историка Сезара Аронсфельда, канула в небытие и несмотря на свою былую славу, уже не вызывала ассоциаций со знаменитыми литературными произведениями Первой мировой войны.

## На русском языке
Ни во время войны, ни после нее гимн не переводился на русский язык вплоть до 2016 года, когда он появился в переводе А. Чёрного в составе антологии «Поэты Первой мировой». Начальный фрагмент стихотворения в этом переводе звучит так:

Что нам русский или француз?
Ответим укусом им на укус.
Любви к ним нет
И злобы к ним нет.
В Вогезах, на Висле пробку заткнём
И в ярости общей строй сомкнём.
Любить сообща, рубить сообща,
Единственного врага ища:

Он вам знаком, он вам знаком,
Вдали он скорчился над островком,
Зависти, злобы густым комком
В масляных водах своих молчком.
Сзываем ныне людей на суд:
Глаза в глаза обет принесут,
Обет железный произнесут
И сохранят, как святой сосуд.
Внемли же всяк, повторяй за мной,
Над всей Германией слово взмой:
Ярости нашей гореть огнём,
В ярости нашей строй сомкнём.
Любить сообща, рубить сообща,
Единственного врага ища:

Англию!